# NGC 3501
NGC 3501 ist eine Spiralgalaxie vom Hubble-Typ Sc im Sternbild Löwe auf der Ekliptik. Sie ist schätzungsweise 47 Millionen Lichtjahre von der Milchstraße entfernt und hat einen Durchmesser von etwa 55.000 Lj. Die Entfernungsmessungen basierend auf den Radialgeschwindigkeiten stimmen nicht mit den rotverschiebungsunabhängigen Entfernungsschätzungen von 77 ± 6 Millionen Lichtjahren überein. Gemeinsam mit NGC 3507 bildet sie das Galaxienpaar Holm 224.
Im selben Himmelsareal befindet sich u. a. die Galaxie NGC 3487.
Das Objekt wurde am 23. April 1881 von dem Astronomen Édouard Stephan entdeckt.